# Piotr Czarnecki (fizyk)
Piotr Maciej Czarnecki – polski fizyk, profesor nauk fizycznych, specjalizuje się w fizyce ciała stałego oraz fizyce doświadczalnej, nauczyciel akademicki Uniwersytetu im. Adama Mickiewicza w Poznaniu.

## Życiorys
Stopień doktorski uzyskał w 1985 w poznańskim Instytucie Fizyki Molekularnej PAN na podstawie pracy pt. Magnetoopór w amorficznych stopach Fe40-xNi40CrxB20 (promotorem był prof. Alojzy Wrzeciono). Habilitował się w 2001 w UAM na podstawie oceny dorobku naukowego i pracy pod tytułem Przemiany fazowe w ferroelektrycznych solach pirydyniowych. Tytuł naukowy profesora nauk fizycznych został mu nadany w 2013 roku.
Na macierzystym Wydziale Fizyki UAM pracuje jako profesor zwyczajny i kierownik w Zakładzie Kryształów Molekularnych. Prowadzi zajęcia z fizyki ciała stałego, fazy skondensowanej oraz metali, półprzewodników oraz dielektryków.
Jest członkiem Polskiego Towarzystwa Fizycznego. Swoje prace publikował m.in. w „Journal of Physics – Condensed Matter”, „Journal of Chemical Physics” oraz w „Journal of Molecular Structure”.